# Лилия Сталева
Лилия-Кера Стоянова Сталева е българска преводачка. В продължение на 50 години превежда от френски език 55 произведения на френските класици, с което има изключителен принос за популяризиране на френската художествена литература и за разширяване на културния поглед на българите. Член основател е на Съюза на преводачите в България.

## Биография
Лилия Сталева е родена през 1916 година в Станимака в семейството на Стоян Сталев, начален учител в града. След успешно участие в конкурс, през 1928 г. бащата започва работа в София и заедно с него се премества семейството му с две деца Живко и Лилия. Съпругата на Стоян Сталев е от рода Кондови от град Прилеп – Македония. Нейните братя са активни участници в македоно-одринското освободително движение.
През 1935 г. Лилия записва и през 1939 г. завършва романска филология — френски и италиански език в Софийския университет. Нейни преподаватели са изключително ерудирани специалисти - Тома Томов, Жорж Ато, Михаил Арнаудов, Александър Балабанов. По препоръка на професора по италиански език е изпратена като стипендиант за специализация в Италия.
През 1942 г. се омъжва за д-р Атанас Попов - философ, социолог, асистент на проф. Димитър Михалчев и депутат в XXV ОНС. През 1944 г. деветосептемврийските жестокости и насилие не подминават и това семейство от интелектуалци. Съпругът д-р Атанас Попов е арестуван и осъден от „Народния съд“ на 15 години затвор. През декември 1944 г. без никакво основание и обяснения Лилия Сталева е принудена от новата власт за два часа да напусне завинаги собственото семейно жилище и е интернирана в добруджанските села. С огромно досие, съставено от незнайно какви документи, е било невъзможно да работи продължително на едно място, макар и да е назначавана с конкурс за това. Работи в Софийския университет, БТА, води сезонни курсове по френски, учителства в Копривщица.
Началото на преводаческата ѝ дейност е спечелен конкурс за превод на „Около луната“ от Жул Верн и „Един живот“ от Ги дьо Мопасан. С това се утвърждава като преводач на хубава френска реч и стил, с богата обща култура и енциклопедични знания. В интервюта в пресата Сталева споделя, че най-голямото ѝ лично постижение в професионален план са преводите на книги от Марсел Пруст. 
Поради изключително професионално направените преводи и до днес, почти половин век по-късно, продължава издаването на книги на френските класици в превод от Сталева.

## Семейство
От брака с д-р Атанас Г. Попов са родени две деца – Васил и Анна. Васил Попов (1942-1990) е изключително надарен математик, починал като гостуващ професор във Филаделфия, САЩ, а неговият син е утвърден писател, подписващ произведенията си с псевдонима Алек Попов. Анна е завършила английска филология и работи по преводи и редактиране от английски език.

## Отличия
- За активната преводаческа дейност и високото професионално майсторство тя е отличена от френската държава с приза „Кавалер на ордена на изкуствата и литературата“ (Chevalier dans l`Ordre des Arts et des Lettres).
- През 2007 г. за превода на „Сърцето ми разголено“ от Бодлер е удостоена посмъртно с Национална награда за художествен превод „Стоян Бакърджиев“, присъждана от Община Пазарджик на български и чужди преводачи за принос в българското преводаческо изкуство за превод на поезия или проза.[3]